# Verband Deutscher Geigenbauer und Bogenmacher
Der Verband Deutscher Geigenbauer und Bogenmacher e. V. (VDG) mit Sitz in Stuttgart ist eine Vereinigung vorwiegend deutscher Geigenbaumeister und Bogenmachermeister. Zurzeit gehören ihm knapp 300 Mitglieder an. Er übernimmt die Interessenvertretung als Standesorganisation und pflegt die Kontakte mit anderen Verbänden und Institutionen.

## Ziele/Organisation
Der VDG erstrebt den Zusammenschluss der Geigenbau- und Bogenmachermeister zum Zwecke der Förderung und Vertretung ihrer gemeinsamen Interessen. Er hat das Ziel, die Kollegialität und die Freundschaft unter Meistern und Meisterinnen zu vertiefen, die Weiterbildung zu fördern und der Kunst des Geigenbau- und Bogenmacherhandwerks in allen Bereichen zu Ansehen und Vertrauen zu verhelfen. Der Verband ist parteipolitisch neutral. Er steht auch Meistern anderer Nationalitäten offen. Der VDG vertritt etwa ein Drittel der 629 Geigenbau- und 60 Bogenmacherbetriebe in Deutschland (Stand: 31. Dezember 2019).
Mitglied können Personen werden, die eine Lehre als Geigenbauer oder Bogenmacher in einer anerkannten Werkstatt oder Geigenbauschule abgeschlossen und die Meisterprüfung im erlernten Beruf abgelegt haben oder mindestens sechs Jahre selbständig oder als Werkstattleiter in einer anerkannten Meisterwerkstatt tätig sind. Für Ausländer gelten sinngemäß die in ihrem Heimatland vergleichbaren Nachweise der Befähigung.
Derzeit sind 283 Mitglieder im Verband organisiert (Stand: 2022):
davon:
- 56 Frauen (20 %)
- 49 im Ausland Ansässige (Österreich 16; USA 9, Frankreich, Schweden, Schweiz je 4; Japan, Niederlande je 3; Finnland 2; Dänemark, Polen, Süd-Korea, Tschechien je 1)
- 29 Bogenmacher

Der VDG hat einige Arbeitsgruppen gebildet, u. a.:
- VDG-Neubaugruppe
- Fachgruppe Bogenbau
- Ebenholzgruppe – Die Ebenholzgruppe beschäftigt sich im engen Kontakt mit dem Eben!Holz e. V.[4] mit der Situation des Ebenholzes. Ein Ziel der Fachgruppe ist, durch Zusammenarbeit mit Behörden, Hilfsorganisationen und Lieferanten eine nachhaltige Bewirtschaftung des Ebenholzes zu erlangen, so dass Geigenbauer und Bogenmacher auch in weiterer Zukunft Ebenholz verarbeiten können, das in wünschenswerter Weise aus zertifizierter Holzwirtschaft stammt und nicht illegal geschlagen, über fernöstliche Wege, auf den Europäischen Markt kommt. In diesem Zusammenhang ist z. B. auch die Förderung der Internationalen Initiative[5] zur Erhaltung des Fernambuks durch den VDG zu verstehen.

Für den Fall, dass ein Instrument gestohlen oder verloren wurde, hat der VDG einen besonderen Service eingerichtet. Verlustanzeigen werden an die Mitglieder weitergeleitet und archiviert.
Mehrtägige Jahrestagungen mit Ausstellungen, Vorträgen und der Präsentation von „Jahresbüchern“ finden jeweils um Himmelfahrt an unterschiedlichen Orten im Inland aber im Zusammenwirken mit befreundeten Verbänden auch im Ausland statt.

## Geschichte

### Gründung
Am 3. Juli 1904 gründeten in Frankfurt am Main 32 Geigenbaumeister, darunter auch einige aus dem Ausland angereist, den Verband Deutscher Geigenbauer. Erster Vorsitzender wurde Josef Lülsdorf. Die Vereinsgründung erfolgte zunächst vorrangig, um dem deutschen Geigenbau zu einem Qualitätssiegel zu verhelfen, da die zunehmende Fertigung qualitativ schlechter Instrumente und der Handel mit gefälschten Expertisen geeignet war, den deutschen Geigenbau in seiner Gesamtheit in Misskredit zu bringen. Missstände, „die ein geschlossenes Vorgehen aller ehrlichen Elemente als eine unabwendbare Notwendigkeit erscheinen ließen“. Zum Verbandszweck hieß es daher u. a.: „Förderung der Geigenbaukunst durch gegenseitige Unterstützung, und Bekämpfung des unlauteren Wettbewerbes in seinen verschiedenen Auswüchsen.“ Die Gründungsmitglieder verpflichteten sich zu hohen Standards, was sich auch darin manifestierte, dass nur Meister im Verband aufgenommen wurden und ein Ausschuss zur Qualitätsprüfung gegründet wurde. Der Aufruf, sich dem Verband anzuschließen, fand regen Zuspruch, so dass sich die Mitgliederzahl 1912 schon mehr als verdoppelt hatte. Ein Schwerpunkt der Tätigkeit blieb die Prozessführung gegen unlautere Wettbewerber und die Beteiligung an Auslandsmessen und Ausstellungen.
Am 28. Mai 1934 wurde der Verband in den Reichsverband Deutscher Geigenbauer eingegliedert, der nicht nur als Verband des Streichinstrumentengewerbes fungierte, sondern auch das gesamte Saiteninstrumentenbauhandwerk (Gitarren, Harfen etc.) mit umfasste. Vorsitzender des von den Nationalsozialisten geforderten Reichsverbandes blieb zunächst Max Möckel.

### Entwicklung nach 1945
Die Wiedergründung des Verbandes in den Westzonen erfolgte am 30. Oktober 1948 in Stuttgart. Die Ziele und Notwendigkeiten hatten sich insofern geändert, als sich das Ansehen der Geigenbauer wieder stabilisiert hatte und der unlautere Wettbewerb eingedämmt worden war. Die politische Vertrauensbasis mit den Nachbarländern konnte allerdings nur nach und nach wieder hergestellt werden.
Neben den politischen Bemühungen waren Schwerpunkte die Vereinheitlichung der Preisgestaltung, die Erarbeitung von Prüfungsrichtlinien und die Fortbildung der Mitglieder mit Vorträgen bei den Jahresversammlungen.
Bürokratische Hemmnisse erschweren zunehmend die handwerkliche Arbeit und den Handel. Insbesondere die weltweiten Restriktionen bei einigen Tropenhölzern und beim Elfenbein bedürfen einer intensiven Informationsbegleitung durch den VDG, obgleich der Verbrauch dieser Materialien im Weltmaßstab beim Geigen- und Bogenbau nur eine absolut vernachlässigbare Größenordnung erreicht.
Zur Qualitätsförderung wurde 1983 ein Geigen- und Bogenbaubauwettbewerb in Kassel durchgeführt. Obgleich die als „1. Internationaler Geigenbau-Wettbewerb Louis Spohr mit Bogenmacher-Wettbewerb“ durchgeführte Veranstaltung sich großer internationaler Resonanz erfreute, blieb es bei diesem einen Vorstoß.
Zur gemeinsamen Vermarktung aber auch als inspirative Ergänzung zum mehr traditionell geprägten VDG gibt es weitere Zusammenschlüsse von Geigenbauern und Bogenmachern, die jedoch oft gleichzeitig auch Mitglieder im VDG sind. Am bekanntesten ist die 1998 gegründete „Arbeitsgemeinschaft Klanggestalten“.
Bei der Diskussion zur Wiedereinführung der Meisterpflicht 2019 wurde vom VDG keine einheitliche Stellungnahme abgegeben. Die vorgetragenen Argumente gegen eine Meisterpflicht überwogen aber bei weitem.
In intensivem Zusammenwirken u. a. mit den korrespondierenden Verbänden in Österreich und der Schweiz konnte 2022 eine CITES-Initiative Brasiliens, die auf ein weitgehendes Nutzungsverbot von Fernambukholz hinaus gelaufen wäre, soweit abgemildert werden, dass dies für den Bogenbau essentielle Edelholz weiter Verwendung finden kann.

### Fachgruppe der Geigenbauer in der DDR
Hatten zunächst noch etliche Geigenbauer und auch schon Bogenmacher aus dem Gebiet der sowjetisch besetzten Zone an den Tagungen des VDG teilgenommen, so war diesen spätestens nach dem Mauerbau 1961 eine aktive Teilnahme nicht mehr möglich.
In der DDR hatte man zunächst mit dem Aufbau des VEB Musima 1952 eine Massenproduktion von Musikinstrumenten intensiv gefördert, was zu erheblichen Qualitätseinbußen führte. Internationale Spitzenprodukte, die sich auch als Devisenbringer erwiesen, konnten nur noch von den letzten selbstständig tätigen Geigenbauern und Bogenmachern hergestellt werden. Diese litten jedoch unter einem eklatanten Materialmangel und konnten sich auch nicht um eine qualifizierte Nachwuchsförderung kümmern. Die zentralisierte, fabrikmäßige Fabrikation im Vogtland hatte sich als Sackgasse erwiesen. Es gab kaum noch Reparaturkapazitäten, und der Geigenbau und -handel war vom internationalen Markt weitgehend abgeschnitten. Obgleich Einzelaktivitäten zur Verbandsgründung in der DDR eher unerwünscht waren, sah man schließlich zur Rettung dieses Traditionshandwerkes doch die Notwendigkeit einer eigenen Organisationseinheit. Ein Zusammenschluss der freien Geigenbauer wurde genehmigt, um die gravierenden Probleme besser lösen zu können.
Die Gründungsversammlung für die „Fachgruppe der Geigenbaumeister der DDR“ fand am 23. Mai 1978 in Plauen statt. Eckart Richter aus Markneukirchen wurde von den anwesenden 19 Geigenbauern als Vorsitzender bestätigt. Es gelang der Fachgruppe, die Geigenbaumeister der DDR zusammenzuführen, Richtwerte für Reparaturpreise zu entwickeln, und auch die Lehrlingsausbildung konnte geringfügig verbessert werden. Die Bogenmacher stießen 1981 dazu. Am 8. Oktober 1984 erfolgte die Umbenennung in „Fachgruppe der Geigen- und Bogenbaumeister der Deutschen Demokratischen Republik“. Ausgiebige Berichte über Reisen einiger Kollegen, deren Instrumente als Devisenbringer besonders begehrt waren, ins westliche Ausland erzeugten bei den Mitgliedern der Fachgruppe ein gewisses kritisches Selbstbewusstsein und schließlich auch politisch heikle Begehrlichkeiten. Dies führte sogar zu dem für DDR-Verhältnisse schier revolutionären Akt, die Fachgruppenleitung in geheimer Wahl zu bestimmen.
Mit der Wiedervereinigung 1990 kam das Ende der damals etwa 70 Mitglieder umfassenden Fachgruppe. Im Mai 1991 erfolgte in Bamberg die Vereinigung mit dem VDG. 24 Kolleginnen und Kollegen aus den Neuen Bundesländern, die einen Übertritt in den VDG gewünscht hatten, wurden im vereinfachten Verfahren aufgenommen.

### Bogenmacher im VDG
Der Zusammenschluss mit den Geigenbauern und Bogenmachern der ehemaligen DDR 1991 bewirkte zwangsläufig auch eine allgemeine Neuorganisation des Verhältnisses des VDG zu den Bogenmachern.
Schon 1888 hatte es eine Innungsgründung der Bogenmacher gegeben, der Verband wurde aber 1903 wieder aufgelöst. In Westdeutschland blieb dem Bogenbauhandwerk lange eine eigene gesetzliche Berufsanerkennung versagt. Organisatorisch wurde der Bogenbau dem Geigenbau zugeschlagen, weshalb die Bogenmacher auch im VDG zunächst ein Schattendasein fristeten, obgleich die Handwerkskammern unbürokratisch und nicht ganz gesetzeskonform weiterhin Prüfungen für die Bogenmacher abhielten. Zwar hatten schon 1949 auch Bogenmacher an den VDG-Tagungen teilgenommen, der erste Bogenbauer wurde aber erst 1956 als Mitglied bestätigt. 1983 wurde der erste Bogenmacher in den Vorstand gewählt.
Die rechtliche Anerkennung als eigenständiger Beruf und die Namenserweiterung des VDG zum „Verband Deutscher Geigenbauer und Bogenmacher e. V.“ erfolgten schließlich 1991.

### Frauen im VDG
Geigen- und Bogenbau galt ursprünglich als reiner Männerberuf. Frauen im Instrumentenbau wurden bestenfalls als Gehilfinnen ihrer Männer wahrgenommen. Dies änderte sich erst mit Olga Adelmann (1913–2000), die sich 1940 in Berlin als erste Frau den Meisterbrief im Geigenbau erkämpfte und 1957 in den VDG aufgenommen wurde. Sie wurde später zum Ehrenmitglied ernannt. Schon 1954 war Conny Merling aus Kopenhagen aufgenommen worden. Mag sich inzwischen der Frauenanteil im Verband auch auf knapp 20 % gesteigert haben, so sind Frauen nach wie vor unterrepräsentiert, zumal sich der Anteil von Frauen bei den im Geigenbau Auszubildenden kontinuierlich auf inzwischen 60 % gesteigert hat. Unter den Bogenmachern des Verbandes befindet sich keine Frau. Es gibt allerdings in Deutschland auch nur ein gutes Dutzend Bogenmacherinnen.

## Präsidenten
(mit jeweiligem Jahr des Amtsantrittes)
- 1904: Josef Lülsdorf
- 1906: Ernst Kessler
- 1908: Albin Wilfer
- 1922: Max Möckel
- 1926: Emil Pliverics
- 1930: Max Möckel
- 1948: Fridolin Hamma
- 1950: Ernst Edler
- 1954: Walter Voigt
- 1974: Karl F. Mages
- 1983: Wolfgang Bünagel
- 1989: Hieronymus Köstler
- 1992: Hubert Schnorr
- 1998: Klaus Osse
- 2004: Andreas Kägi
- 2010: F. Benjamin Schröder
- 2016: C. Daniel Schmidt
- 2022: Michael Jaumann

(Fachgruppe der DDR: Eckart Richter 1978; Klaus Osse 1988)